# Lavacquerie
Lavacquerie és un municipi francès, situat al departament de l'Oise i a la regió dels Alts de França. L'any 2007 tenia 221 habitants.

## Demografia

### Població
El 2007 la població de fet de Lavacquerie era de 221 persones. Hi havia 66 famílies de les quals 8 eren unipersonals (4 homes vivint sols i 4 dones vivint soles), 25 parelles sense fills, 25 parelles amb fills i 8 famílies monoparentals amb fills.
La població ha evolucionat segons el següent gràfic:
Habitants censats

### Habitatges
El 2007 hi havia 90 habitatges, 72 eren l'habitatge principal de la família, 14 eren segones residències i 4 estaven desocupats. Tots els 89 habitatges eren cases. Dels 72 habitatges principals, 67 estaven ocupats pels seus propietaris, 3 estaven llogats i ocupats pels llogaters i 1 estava cedit a títol gratuït; 1 tenia dues cambres, 5 en tenien tres, 16 en tenien quatre i 50 en tenien cinc o més. 56 habitatges disposaven pel capbaix d'una plaça de pàrquing. A 39 habitatges hi havia un automòbil i a 27 n'hi havia dos o més.

### Piràmide de població
La piràmide de població per edats i sexe el 2009 era:
| Homes | Edats   | Dones |
| ----- | ------- | ----- |
| 0     | 95 o +  | 0     |
| 0     | 90 a 94 | 0     |
| 0     | 85 a 89 | 0     |
| 0     | 80 a 84 | 0     |
| 8     | 75 a 79 | 0     |
| 4     | 70 a 74 | 4     |
| 0     | 65 a 69 | 4     |
| 12    | 60 a 64 | 8     |
| 0     | 55 a 59 | 0     |
| 8     | 50 a 54 | 8     |
| 4     | 45 a 49 | 4     |
| 4     | 40 a 44 | 0     |
| 16    | 35 a 39 | 20    |
| 8     | 30 a 34 | 4     |
| 4     | 25 a 29 | 0     |
| 4     | 20 a 24 | 0     |
| 4     | 15 a 19 | 0     |
| 16    | 10 a 14 | 4     |
| 4     | 5 a 9   | 12    |
| 8     | 0 a 4   | 4     |

## Economia
El 2007 la població en edat de treballar era de 122 persones, 98 eren actives i 24 eren inactives. De les 98 persones actives 78 estaven ocupades (48 homes i 30 dones) i 20 estaven aturades (9 homes i 11 dones). De les 24 persones inactives 6 estaven jubilades, 9 estaven estudiant i 9 estaven classificades com a «altres inactius».

### Ingressos
El 2009 a Lavacquerie hi havia 71 unitats fiscals que integraven 223 persones, la mediana anual d'ingressos fiscals per persona era de 17.265 €.

### Activitats econòmiques
Dels 7 establiments que hi havia el 2007, 1 era d'una empresa de fabricació d'altres productes industrials, 1 d'una empresa de construcció, 1 d'una empresa de transport, 1 d'una empresa d'informació i comunicació, 1 d'una empresa de serveis i 2 d'empreses classificades com a «altres activitats de serveis».
L'any 2000 a Lavacquerie hi havia 9 explotacions agrícoles que ocupaven un total de 715 hectàrees.

## Equipaments sanitaris i escolars
El 2009 hi havia una escola elemental integrada dins d'un grup escolar amb les comunes properes formant una escola dispersa.

## Poblacions més properes
El següent diagrama mostra les poblacions més properes.